# تومي دويل
تومي دويل (بالإنجليزية: Tommy Doyle)‏ هو لاعب كرة القدم الغالية أيرلندي، ولد في 3 مارس 1956 في مقاطعة كري في جمهورية أيرلندا.